# HP Linux Imaging and Printing
HPLIP（英語：HP Linux Imaging and Printing）是一個惠普公司發起和領導的項目，其目標是讓Linux系統，能夠完成支持惠普的噴墨打印機和激光打印機的打印，掃描和傳真功能。它所提供的驅動程序，共支持1980部HP打印機型號。
HPOJ（HP OfficeJet）是一個軟件用來在Linux操作系統下連行惠普的打印機。在2006年3月13日，該項目已經停止並以HPLIP來取代。

## 工具
- 自動安裝，安裝後支援多種不同的Linux發行版（SUSE Linux、Fedora、Ubuntu及Debian）。
- 包括一个QT图形界面工具，可以用来执行打印、扫描、传真等任务，还可以管理设备配置。
- 包含一些命令行工具来添加或配置设备，亦可进行扫描和打印。

## 支援
惠普公司在以下的網站提供對HPLIP幫助及支援：

## 外部連結
- HP Linux Imaging and Printing（页面存档备份，存于）
- HPLIP at SourceForge（页面存档备份，存于）